# HMS Indefatigable (1909)

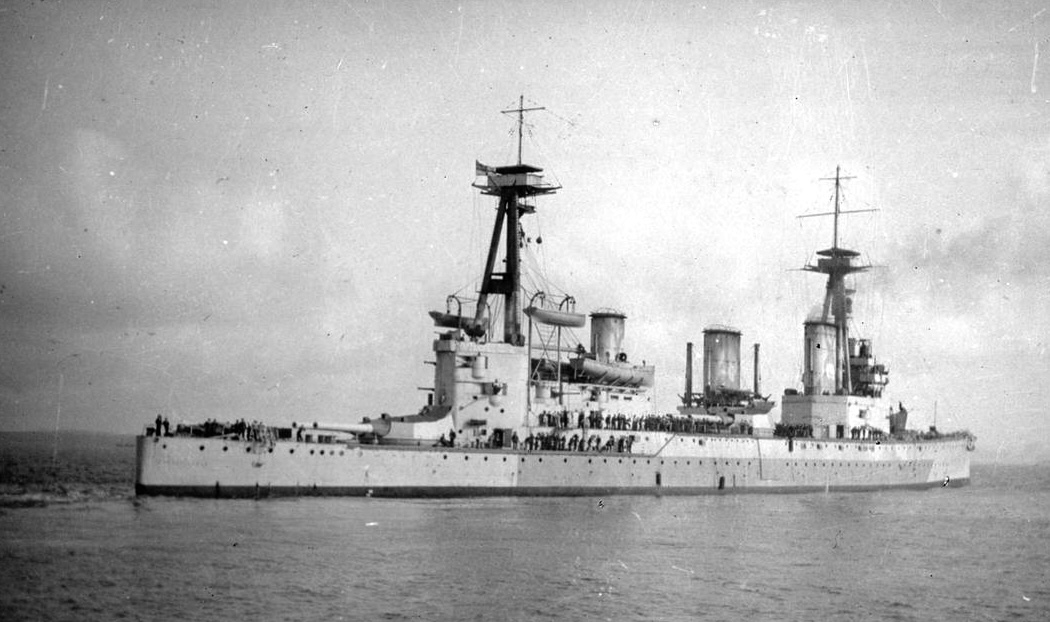
HMS Indefatigable

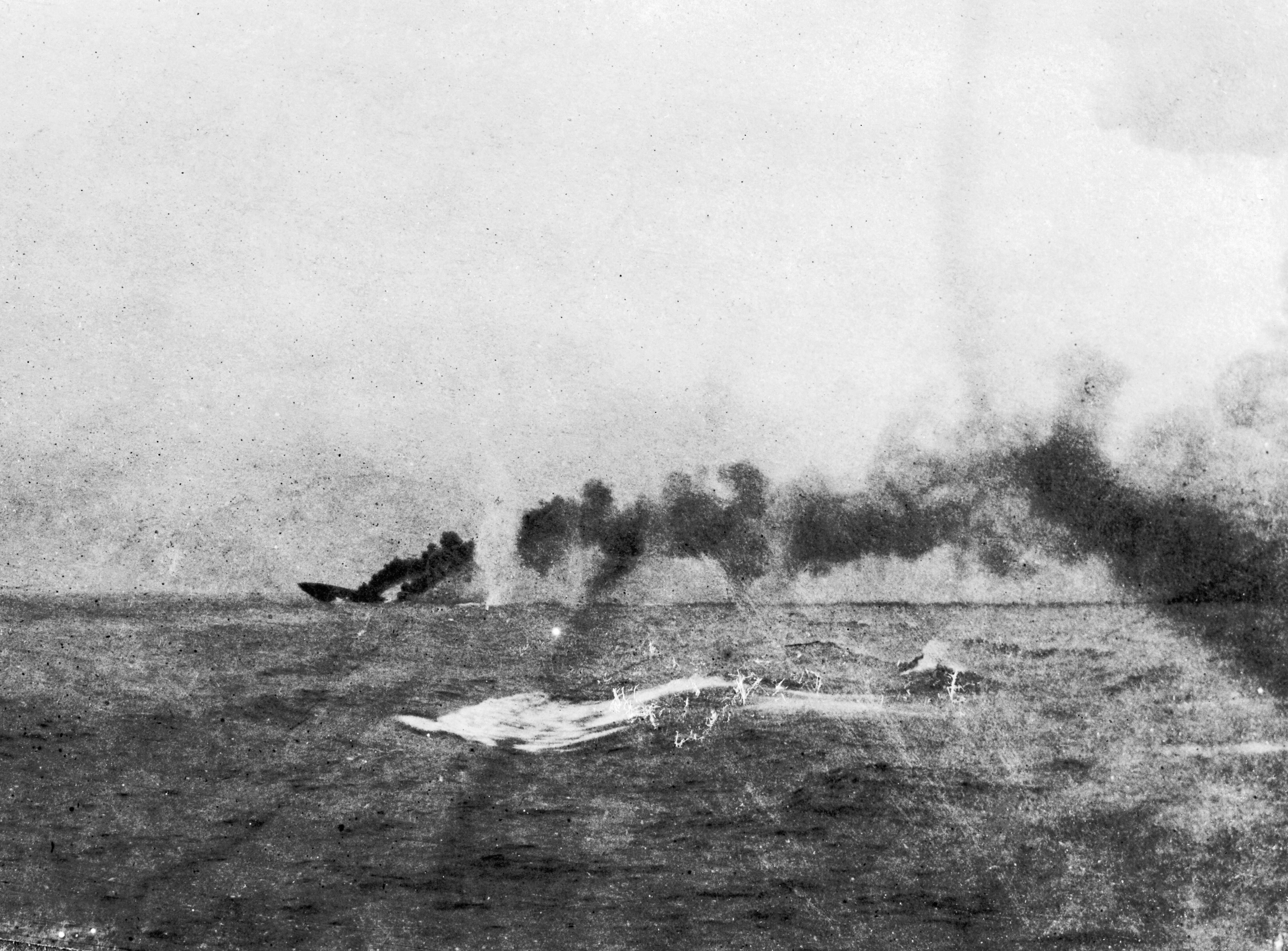
HMS Indefatigable går under.

HMS Indefatigable var en slagkryssare av Indefatigable-klass i den brittiska Royal Navy, samt det namngivande fartyget i sin klass. Hon sänktes under Skagerackslaget.